# 高木謙一郎
高木 謙一郎（たかき けんいちろう、1976年11月5日 - ）は、日本のゲームクリエイター。岡山県出身。妻子持ち。元・株式会社マーベラス上席執行役員、株式会社HONEY∞PARADE GAMES代表取締役を経て、現・株式会社Cygamesコンシューマ事業本部本部長。

## 人物
2002年にゲームデザイナーとして開発会社へ入社。その後、開発ディレクターを経て、2006年にマーベラスインタラクティブ（後のマーベラス）へ入社。巨乳キャラが登場するゲームでは「爆乳プロデューサー」、「にゅうにゅう」を名乗る
ソニー・インタラクティブエンタテインメントの自社ハードのゲームの性的描写の規制強化によって、2018年秋に発売を予定していたPlayStation 4用ソフト『閃乱カグラ 7EVEN -少女達の幸福-』の制作が事実上不可能になって発売中止になった事が原因で制作意欲がなくなり、2019年、13年間在籍していたマーベラスを退社しCygamesへ移籍、同社のコンシューマー事業本部の本部長に就任した。なお『閃乱カグラ』シリーズについてはマーベラス退社後も携わるとしているが、「他の人が制作を引き継いでもいい」とも発言している。

## プロデュース/ディレクション/参加作品

### 家庭用ゲーム
- 紅忍 血河の舞（2005年）
- ネギま!? 超 麻帆良大戦チュウ チェックイ〜ン 全員集合! やっぱり温泉来ちゃいましたぁ（2007年）
- ネギま!? ネオ・パクティオーファイト!![6]（2007年）
- 一騎当千 Shining Dragon（2007年）
- ヴァルハラナイツ2[1]（2008年）
- To LOVEる -とらぶる- ワクワク! 林間学校編（2008年）
- To LOVEる -とらぶる- ドキドキ! 臨海学校編（2008年）
- 一騎当千 Eloquent Fist（2008年）
- 勇者30[7][注 1]（2009年）
- ヴァルハラナイツ2 バトルスタンス[1]（2009年）
- サクラノート 〜いまにつながるみらい〜[8]（2009年）
- リヴリーガーデン[9]（2010年）
- 一騎当千 XROSS IMPACT[2]（2010年）
- 勇者30 SECOND[10]（2011年）
- 閃乱カグラ -少女達の真影-[3]（2011年）
- HALF-MINUTE HERO -Super Mega Neo Climax-（2012年）
- 閃乱カグラ Burst -紅蓮の少女達-（2012年）
- 閃乱カグラ SHINOVI VERSUS -少女達の証明-（2013年）
- Half Minute Hero: The Second Coming（2014年）
- デカ盛り 閃乱カグラ（2014年）
- 閃乱カグラ2 -真紅-（2014年）
- 閃乱カグラ ESTIVAL VERSUS -少女達の選択-（2015年）
- IA/VT -COLORFUL-（2015年）
- VALKYRIE DRIVE -BHIKKHUNI-（2015年）
- UPPERS（2016年）
- 閃乱カグラ PEACH BEACH SPLASH（2017年）
- シノビリフレ -SENRAN KAGURA-（2017年）
- 閃乱カグラ Burst Re:Newal（2018年）
- PEACH BALL 閃乱カグラ（2018年）
- 神田川JET GIRLS（2020年）
- グランブルーファンタジー ヴァーサス[11]（2020年）
- リトル ノア 楽園の後継者(2022年)
- ガーネット アリーナ:メイジ オブ マジカリー（時期未定）[10]
- メタルマックスシリーズ[12]（時期未定）

### スマホゲーム
- シノビマスター 閃乱カグラ NEW LINK（2017年）

### モバイル
- 閃乱カグラ NewWave（2012年）
- 閃乱カグラ NewWave Gバースト（2014年）
- VALKYRIE DRIVE -SIREN-（2015年）

### アニメ
- TVアニメ「閃乱カグラ」（2013年）
- TVアニメ「VALKYRIE DRIVE -MERMAID-」（2015年）
- OVA「閃乱カグラ ESTIVAL VERSUS -水着だらけの前夜祭-」（2015年）
- TVアニメ「閃乱カグラ SHINOVI MASTER -東京妖魔篇-」（2018年）
- TVアニメ「神田川JET GIRLS」（2019年）

### コミック
- 閃乱カグラ Spark!
- 閃乱カグラ -少女達の真影-（漫画版）
- 閃乱カグラ -紅蓮の蛇-
- 閃乱カグラ 千紫万紅ノ春花
- 閃乱えんじ☆きょにゅう組
- デカ盛り 閃乱カグラ ごっくんっ!
- 閃乱カグラ ESTIVAL VERSUS -少女達の選択- てやんでえ!

## 出演
- ゲーム「閃乱カグラ ESTIVAL VERSUS -少女達の選択-」（2015年、村雨）- 声の出演

## 作詞作品
- 近藤あいる「真影」（2011年、木下カナコと共同作詞）
- 焔（喜多村英梨）「紅蓮の掟目」（2012年）
- 飛鳥（原田ひとみ）「恋の秘伝忍法」（2014年）
- 飛鳥（原田ひとみ）「ふとまきニンニン」（2014年）
- 雪泉（原由実）「プリプリプリズナー」（2014年）
- 雅緋（平田宏美）「絶望のマキャヴェリズム」（2014年）
- 焔（喜多村英梨）「Break out of your Shell!」（2014年）
- 大道寺先輩（浅川悠）「羅刹修羅道」（2014年）
- 凛（三森すずこ）「おかくごめされよ TEACHER」（2014年）
- 飛鳥（原田ひとみ）、焔（喜多村英梨）「真紅」（2014年）
- 飛鳥（原田ひとみ）、雪泉（原由実）「SUNSHINE FES」（2015年）
- 両備（日笠陽子）「夏火」（2015年）
- 飛鳥（原田ひとみ）、焔（喜多村英梨）「燐廻」（2018年）
- 飛鳥（原田ひとみ）『PEACH BALL 閃乱カグラ陽筐体 挿入歌「ようこそピーチランドへ！」』（2018年）
- 雪泉（原由実）『PEACH BALL 閃乱カグラ陰筐体 挿入歌「籠目」』（2018年）
- 波黄 凛（篠原侑）、蒼井ミサ（小原莉子）『神田川 JET GIRLS主題歌「境界線ガールズ」』（2020年）